# Kim Yoo-jung
Kim Yoo-jung (en hangul, 김유정; en hanja, 金裕貞; Chuncheon, Imperio de Corea, 18 de enero de 1908 - Seúl, Corea Japonesa, 29 de marzo de 1937), fue un novelista coreano.

## Biografía
Kim Yoo-jung nació en Chuncheon de la provincia de Gangwon, que en aquel entonces era parte del Imperio de Corea, el 11 de enero de 1908, como el hijo de Kim Choon Shik (1874-1915), un adinerado terrateniente. Su hermano mayor dilapidó la fortuna de la familia y Kim Yoo-jung tuvo que pasar gran parte de su adolescencia y vida adulta en la miseria. Posteriormente asistió a la que es ahora la Universidad Yonsei, en Seúl.
Debutó en la literatura con la publicación de Viajero de las colinas (산골 나그네, Sangol Nageune) en 1933 y ganó concursos de relatos cortos de ficción patrocinados por los periódicos Chosun Ilbo y Chosun Joongang Ilbo dos años después. En 1935 se unió al grupo literario Sociedad de los Nueve (구인회, 九人會, Guinhoe), en el que había prominentes poetas y escritores de ficción como Jeong Ji Yong y Yi Sang. Yoo Jung dejó como legado treinta cuentos, la mayoría de ellos publicados en 1935 y 1936, hasta su muerte por tuberculosis el 29 de marzo de 1937, en Seúl, en plena Ocupación japonesa de Corea.

## Obra
Su obra es descrita como rica y sencilla. Escribió aproximadamente treinta historias cortas, la mayoría de las cuales se publicaron tres años antes de su muerte. La historia publicada en 1936, "Las camelias" (동백꽃), trata de los residentes de una aldea rural; la sexualidad implícita es más explícita en su obra de 1935 "El chaparrón" (소낙비). Su relato de 1937 "Sol abrasador" tiene un trasfondo pesimista.
El prototipo de personaje de Kim Yoo-jung puede ser el narrador de "Primavera, primavera" (Bom bom, 1935), un simplón que es lento para darse cuenta de que su astuto futuro suegro está aprovechándose de su trabajo; o el marido de "Sol abrasador" (Ttaengbyeot), demasiado ignorante para saber que la enfermedad de su mujer es en realidad un embarazo. Los diálogos obscenos y el argot coloquial intensifican la comicidad potencial de las situaciones, pero el fondo de tristeza sugiere cuán miserables son estas vidas pobres. En su acercamiento lírico a la naturaleza y la robusta caracterización de la vida de los campesinos hay referencias indirectas a las cuestiones de clase, como los conflictos entre los arrendatarios y los intermediarios, además del problema del absentismo de los propietarios que crece abruptamente como resultado de la política agraria japonesa en la década de los treinta.
Kim Yoo-jung trata las contradicciones estructurales de la sociedad coreana rural a un nivel más explícito en "El chaparrón" y "Canallas" (Manmubang). Tanto el marido de "El chaparrón" y el hermano mayor de "Canallas" son agricultores desplazados que tienen que vagar por la pérdida de su arrendamiento. En una atmósfera de desesperanza, en el que el trabajo deslomado solo les lleva a deber más y más dinero, ambos personajes se dan al juego para conseguir un beneficio rápido. El marido de "El chaparrón" anima a su mujer a tener una unión sexual con un viejo rico por dinero; y el hermano mayor de "Canallas" deja a su mujer y a su hijo para poder sobrevivir. El espíritu especulativo de extrema pobreza entre los campesinos se manifiesta también como fiebre del oro en "Bonanza" (Nodaji, 1935) y "Arrancando oro en el campo de judías" (Geum ttaneun kongbat). Aunque la mayoría de sus historias son bocetos de las comunidades rurales en decadencia, también prestó atención a las dificultades de los pobres en la ciudad en historias como "Vidas miserables" (Ttaraji).

## Obras en coreano (lista parcial)
- "El viajero de las colinas” (Sangol nageune, 1933)
- “Primavera, primavera” (1935)
- “Sol abrasador” (Ttaengbyeot)
- “El chaparrón” (Sonakbi)
- “Canallas” (Manmubang)
- “Bonanza” (Nodaji, 1935)
- “Arrancando oro en un campo de judías” (Geum ttaneun kongbat)
- “Vidas miserables” (Ttaraji)